# Trechalea longitarsis
Espèce
Synonymes
- Triclaria longitarsis C. L. Koch, 1847
- Trechalea urinator Simon, 1898

Trechalea longitarsis est une espèce d'araignées aranéomorphes de la famille des Trechaleidae.

## Distribution
Cette espèce se rencontre en Colombie, en Équateur et au Pérou dans la région de Piura,.

## Description
La carapace du mâle décrit par Carico en 1993 mesure 11,1 mm de long sur 9,5 mm de large et l'abdomen 9,5 mm de long et celle de la femelle mesure 9,9 mm de long sur 9,0 mm de large et l'abdomen 8,8 mm de long.

## Publication originale
- C. L. Koch, 1847 : Die Arachniden. Nürnberg, vol. 14, p. 89-210 (texte intégral).